# HPF (分光器)
HPF (Habitable-zone Planet Finder) とは、テキサス州のマクドナルド天文台ホビー・エバリー望遠鏡 (HET; 口径10m) で使用するために開発された天体観測用の赤外線分光器である。運用は2018年5月から行われている。

## 解説
HPFはファイバー供給式のクロス分散エシェル分光器で、赤色矮星の周囲にある太陽系外惑星を視線速度法で観測することを主な目的とする。波長カバー範囲は810–1280 nmで（ただし検出器のカットオフ波長は1.7マイクロメートルに及ぶ）、「情報に富んだ」波長帯であるz, Y, Jバンドをカバーしている。波長分解能は最大R=50,000またはR=53,000。HPFは光ファイバーを介してHETに接続され、観測対象の光はエシェル回折格子で分散された上に垂直分散にされて二次元的な電磁スペクトルの配列として検出器上に投影されて記録される。分光器本体は真空容器に収められて180 K (−93 °C)に冷却される。これは気圧・温度変化により生じる系統誤差を抑制するためである。エシェル回折格子は複数の格子をつなぎ合わせたモザイク型で、検出器はテレダインH2RG 2kx2k画素赤外線検出器を使用している。分光器の光学系を収める真空容器は長さ3 m、直径1.5 mの大きさがある。
HPFは高精度な視線速度の測定を可能にするための波長較正光源として周波数コムを使用している。分光器本体とは別に設けられた光源装置で発生した較正光は光ファイバーで分光器に導入・分光され、観測対象の電磁スペクトルに並走するスペクトル線として検出器に映し出される。レーザー周波数コムの動作範囲は700–1600 nmである。
従来、可視光分光器で較正装置に使用されてきたヨウ素セルやホロカソードランプは赤外線域では性能が低下し、赤外分光器の性能向上の足かせとなっていたが、周波数コムは赤外域でも十分に性能を維持できるため、HPFは従来の分光器と比べて優れた精度を実現できた。周波数コムを用いた較正システムは同世代の赤外線分光器ですばる望遠鏡で使用されている赤外線ドップラー装置でも使用されている。
HPFを視線速度の測定に用いた場合、計器由来の誤差が10cm/s以下、実際の観測での誤差は1m/sに近い水準の精度が得られるとされている。